# Нада Бркић
Нада Бркић (Пирот, 28. август 1911 — непознато) била је српска позоришна глумица и оперетска певачица.

## Каријера
Завршила је  седам разреда гимназије у Руском заводу у Белој Цркви. Први пут је  ступила на сцену 1. августа 1928. године у Београдској оперети под управом Радослава Веснића.
Сезону 1930/31. провела је у Српском народном позоришту у Новом Саду; 1931/32. је била Народном позоришту у Бањој Луци, 1932/33. у Народном позоришту у Нишу, од 1933. до 1935. у Народном позоришту у Сарајеву и од 1935. до 1938. у Народном позоришту у Београду.
Описана је као жена лепог лика, емоционалне природе, динамична и непосредна, а тумачила је у почетку младе девојке и наивке, па успешно прелазила на карактерне улоге, у којима је остварила свој прави уметнички домет.
Тридесетих година изабрана је за „Мис Пирота”.

## Позоришне представе
| Премијера           | Представа             | Улога           | Редитељ              | Позориште                    |
| ------------------- | --------------------- | --------------- | -------------------- | ---------------------------- |
| 1. октобар 1930.    | Центрифугални играч   | Лилијана        | Виктор Старчић       | Српско народно позориште     |
| 7. октобар 1930.    | Трипут венчани        |                 | Стеван Добрић        | Српско народно позориште     |
| 30. децембар 1930.  | Преко мртвих          | Олга            | Никола Динић         | Српско народно позориште     |
| 7. мај 1936.        | Контушовка            | Вера            | Емил Надворник       | Народно позориште у Београду |
| 13. мај 1937.       | Комедија уочи Госпе   | Јасна           | Емил Надворник       | Народно позориште у Београду |
| 28. мај 1937.       | Зрела жена            | Ивона Тардиф    | Владета Драгутиновић | Народно позориште у Београду |
| 22. јун 1937.       | Имотски кадија        | Алта            | Јован Гец            | Народно позориште у Београду |
| 22. септембар 1937. | Наши смо              | Зорка           | Јован Гец            | Народно позориште у Београду |
| 12. октобар 1937.   | Путујуће друштво      | Јевда           | Драгољуб Гошић       | Народно позориште у Београду |
| 23. октобар 1937.   | Иза, куда ћеш?...     | гост            | Милан Стојановић     | Народно позориште у Београду |
| 26. новембар 1937.  | Како се освајају жене | наивна          | Тито Строци          | Народно позориште у Београду |
| 10. децембар 1937.  | Дете у борби          | Лила            | Христан Цанков       | Народно позориште у Београду |
| 1. фебруар 1938.    | Сирано де Бержерак    | други паж       | Бранислав Војиновић  | Народно позориште у Београду |
| 26. април 1939.     | Последњи спрат        | Жана            | Бојан Ступица        | Народно позориште у Београду |
| непознато           | Мис чоколада          | Даница          |                      | Српско народно позориште     |
| непознато           | Три девојчице         | девојчица       |                      | Српско народно позориште     |
| непознато           | Контеса Стази         | књегиња чардаша |                      | Српско народно позориште     |
| непознато           | Путем искушења        | Јелена          |                      | Српско народно позориште     |